# Judy Doorman
 (février 2019).
Si vous disposez d'ouvrages ou d'articles de référence ou si vous connaissez des sites web de qualité traitant du thème abordé ici, merci de compléter l'article en donnant les références utiles à sa vérifiabilité et en les liant à la section « Notes et références ».
Pour les articles homonymes, voir Doorman.
Judy Doorman, née le 28 octobre 1951 à La Haye,, est une actrice néerlandaise.

## Filmographie

### Cinéma et téléfilms
- 1983 : Een zaak van leven of dood (nl) : Cecil Swart
- 1986 : Als in een roes (nl) : La fée pigeon
- 1990 : De nacht van de wilde ezels (nl) : La cliente
- 1990 : Romeo : Kennis Matthijs
- 2002 : Oesters van Nam Kee (nl) : La mère de Thera
- 2003 : De Ordening (nl) : La mère de Lisa
- 2003 : Meiden van De Wit (nl) : La gynécologue
- 2005-2006 : Grijpstra & de Gier (nl) : Coroner
- 2006-2007 : Lotte : Ineke Groeneveld
- 2007 : Jardins secrets : La voisine
- 2008-2019 : SpangaS : Madge Jansen
- 2009 : Vuurzee II : L'échographe
- 2009 : S1ngle (nl) : La dresseuse de chien
- 2009 : SpangaS op Survival (nl) : Madge Jansen
- 2010 : Goede tijden, slechte tijden : Annemiek van Oostrom
- 2010 : Den Uyl en de affaire Lockheed (nl) : Mariska van Iedenburg
- 2010 : Den Uyl en de affaire Lockheed (nl) : Mariska Iedenburg
- 2011 : Alle tijd (nl) : L'assistant vétérinaire
- 2011 : Desideratum : Marije
- 2012 : De Overloper (nl) : Mme Wijnants
- 2013 : Danni Lowinski (nl) : Date Piotr Lowinski
- 2014 : Bluf : Mme Rutgers
- 2015 : SpangaS in actie (nl) : Madge Jansen
- 2015 : Clean Hands (nl) : Le professeure de ballet
- 2017 : B.A.B.S. (nl) : La mère au mariage

## Vidéo-clips
- 1997 : Wereld zonder jou de Marco Borsato : La mère de Trijntje